# Ria de Vigo
A ria de Vigo fica no sul na província de Pontevedra, Galiza e estende-se pelos concelhos de Vigo, Cangas do Morrazo, Vilaboa, Pontevedra, Soutomaior, Redondela e Moaña, com uma pequena reentrância que por vezes não é considerada como fazendo parte da mesma, Baiona. Fica a sul da península do Morrazo.
É a mais meridional das Rias Baixas, e apresenta uma forma de cunha orientada em direção a nordeste sudoeste. Sua superfície total é de 176 km², com umas dimensões de 33 km de comprimento e largura variável de 10 km na boca, entre cabo Home e monte Ferro, e 600 m no estreito de Rande, voltando a se alongar no fundo da ria, na enseada de San Simón. O volume total de água, 3.117 Hm3, tornam-na na segunda ria, depois da de Arousa, em volume de água.
A ria de Vigo é uma das rias com mais produção marinha e de maior qualidade no mundo. Isto é devido a que os ventos nórdicos arrastam no Verão as águas superficiais quentes permitindo o afloramento das frias, ricas em nutrientes. Devido à sua temperatura baixa não formam nuvens, o que provoca a pouca chuva no Verão.
Apesar da contaminação da ria, destacam-se os avistamentos de mamíferos marinhos entre os quais os golfinhos-comuns e as toninhas-comuns são os mais abundosos.

## Rios
Os principais rios que deságuam na ria são o Oitavén-Verdugo, com um caudal meio de 16 m3 por segundo, o Redondela, com 2 m3 por segundo e o Lagares, com 2,5 m3 por segundo e que, porém, não exerce, devido à sua situação, uma grande influência no esquema geral de circulação da ria.

## Zonas protegidas
A ria de Vigo apresenta zonas legalmente protegidas, como são as ilhas Cíes, como Parque Nacional das ilhas Atlânticas, a enseada de San Simón, a Costa da Vela e A Ramallosa como integrantes da Rede Natura 2000.

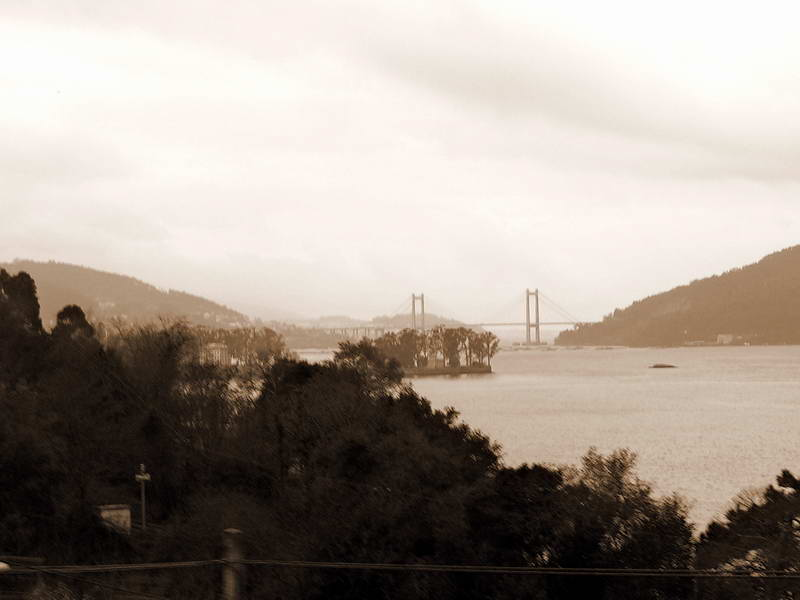
Ria de Vigo (O Viso)
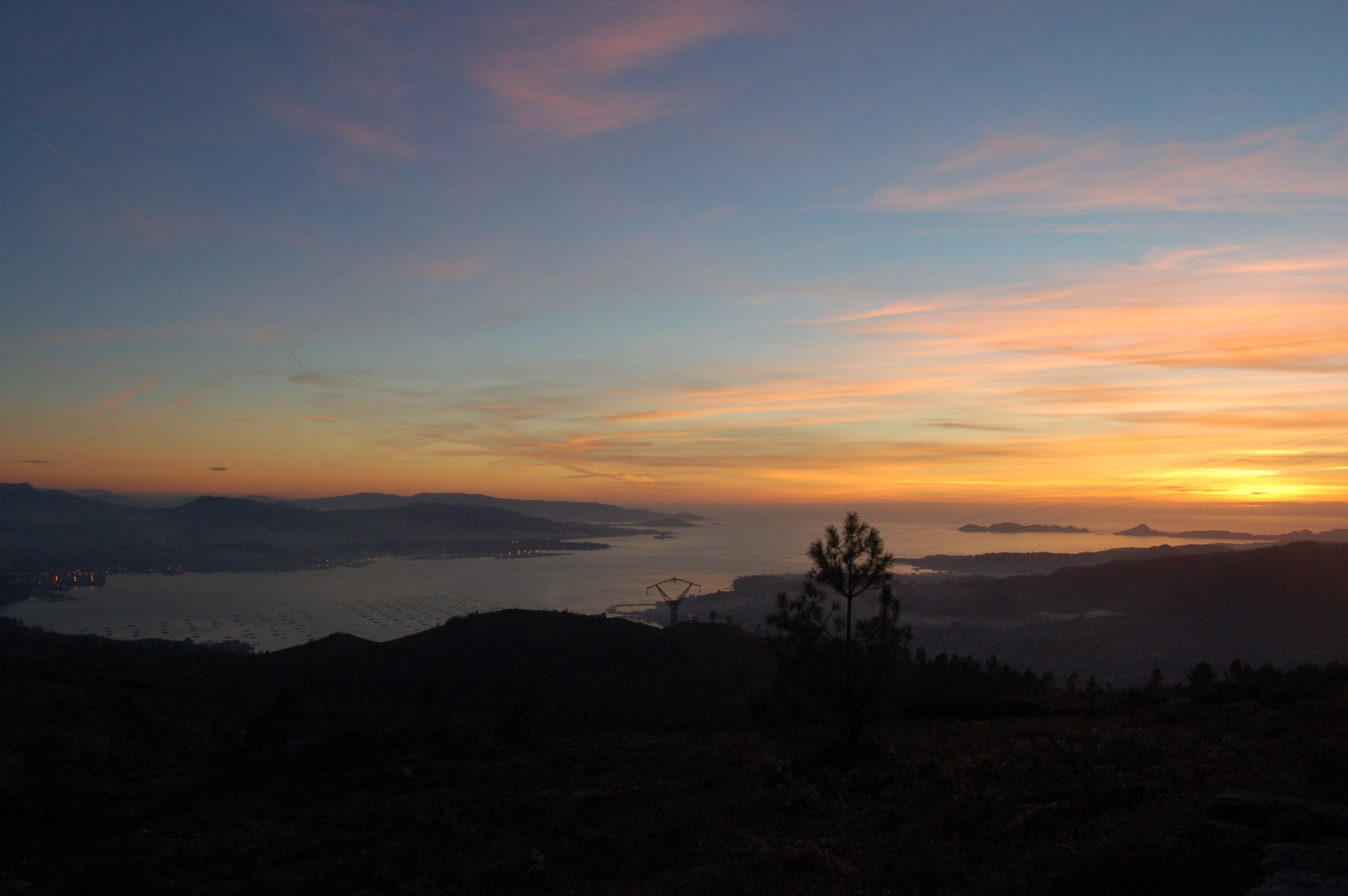
Pôr do sol na ria
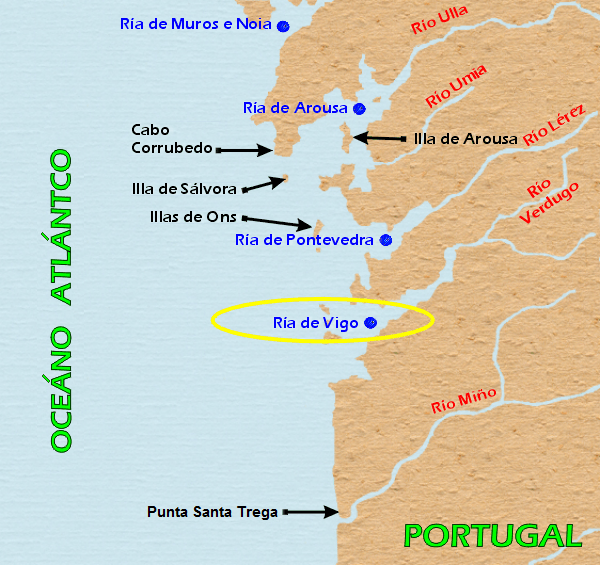
Localização da ria
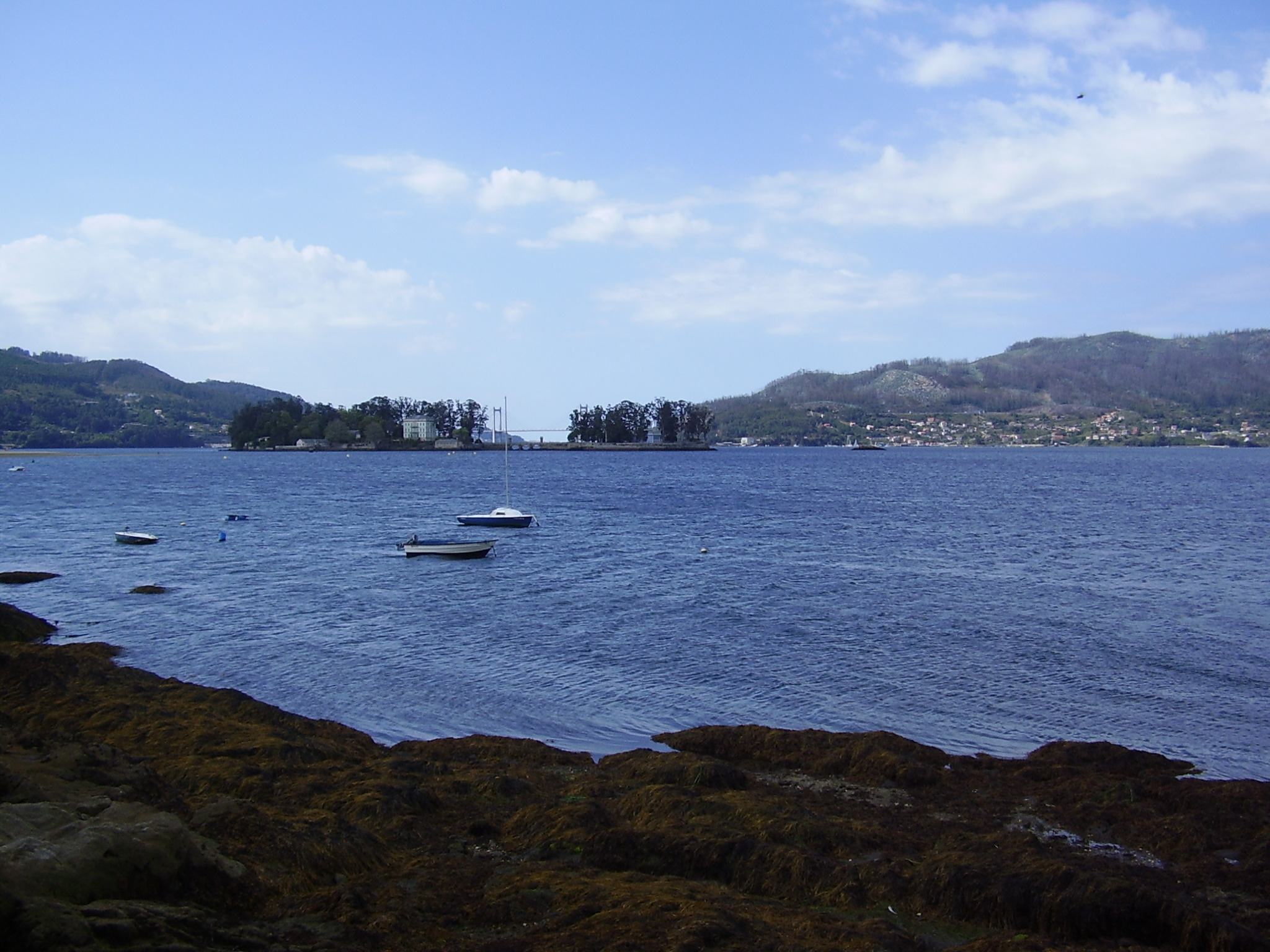
A ilha de São Simão desde o fundo da ria